# Géographie du Cap-Vert
L’archipel du Cap-Vert est situé dans l’océan Atlantique, à 571 km de la côte ouest de l’Afrique. Il est composé de dix îles, dont neuf sont habitées, et de plusieurs îlots.
Les îles sont regroupées en îles au vent (Barlavento, au nord, comprenant Santo Antão, São Vicente, Santa Luzia, São Nicolau, Sal et Boa Vista) et en îles sous le vent (Sotavento, au sud, comprenant Maio, Santiago, Fogo et Brava). Santa Luzia est la seule île inhabitée.
São Vicente ainsi que les trois îles plates, Sal, Boa Vista et Maio, sont dépourvues d’eau douce. Sur Santiago, Fogo, Santo Antão et São Nicolau, les montagnes dépassent 1 280 mètres d’altitude et le « grand volcan » sur l'île de Fogo atteint l'altitude 2 829 mètres. C'est le principal pôle d'attraction touristique.
La déforestation, l'introduction d’espèces invasives non endémiques comme les chèvres destinées au ravitaillement des navires en escale, les ânes et les lapins ont déséquilibré le milieu végétal d'origine. Les nombreux visiteurs historiques, comme Charles Darwin (1832), mentionnent la déforestation de forêts pour produire bois de construction et combustible.
Sur un milieu ainsi affaibli, l'exposition au sable amené du Sahara par l’harmattan a causé une importante érosion, en particulier sur les versants exposés des îles au vent d'Est. La végétation ne subsiste que dans les vallées intérieures, qui sont également les seules cultivables.
Les expositions à des épisodes de pluies tropicales ont alors des effets dévastateurs, provoquant coulées de boue et de sédiments.
La faiblesse et l’irrégularité des précipitations fut à l’origine de nombreuses famines. La moyenne annuelle à Praia est de 240 mm. En hiver, l’harmattan lève parfois un brouillard de sable qui réduit la visibilité et peut cacher le soleil, mais l’ensoleillement reste abondant toute l’année. Le climat territorial est tempéré par l’océan et les températures sont douces et varient peu dans l’année, entre 22° et 26 °C au niveau de la mer, nettement plus fraîches en altitude.
Le Cap-Vert donne son nom aux ouragans capverdiens qui se forment à sa proximité, puis traversent l’Atlantique avant de frapper les côtes antillaises et américaines.

## Structure du territoire

Position du Cap-Vert dans l'océan Atlantique au large de l'Afrique

Les dix îles (par ordre décroissant de superficie)
- Santiago, 991 km2
- Santo Antão, 779 km2
- Boa Vista, 620 km2
- Fogo, 476 km2
- São Nicolau, 388 km2
- Maio, 269 km2
- São Vicente, 227 km2
- Sal, 216 km2
- Brava, 67 km2
- Santa Luzia, 35 km2

Espaces maritimes
- eaux territoriales : 12 miles
- zone contiguë : 24 miles

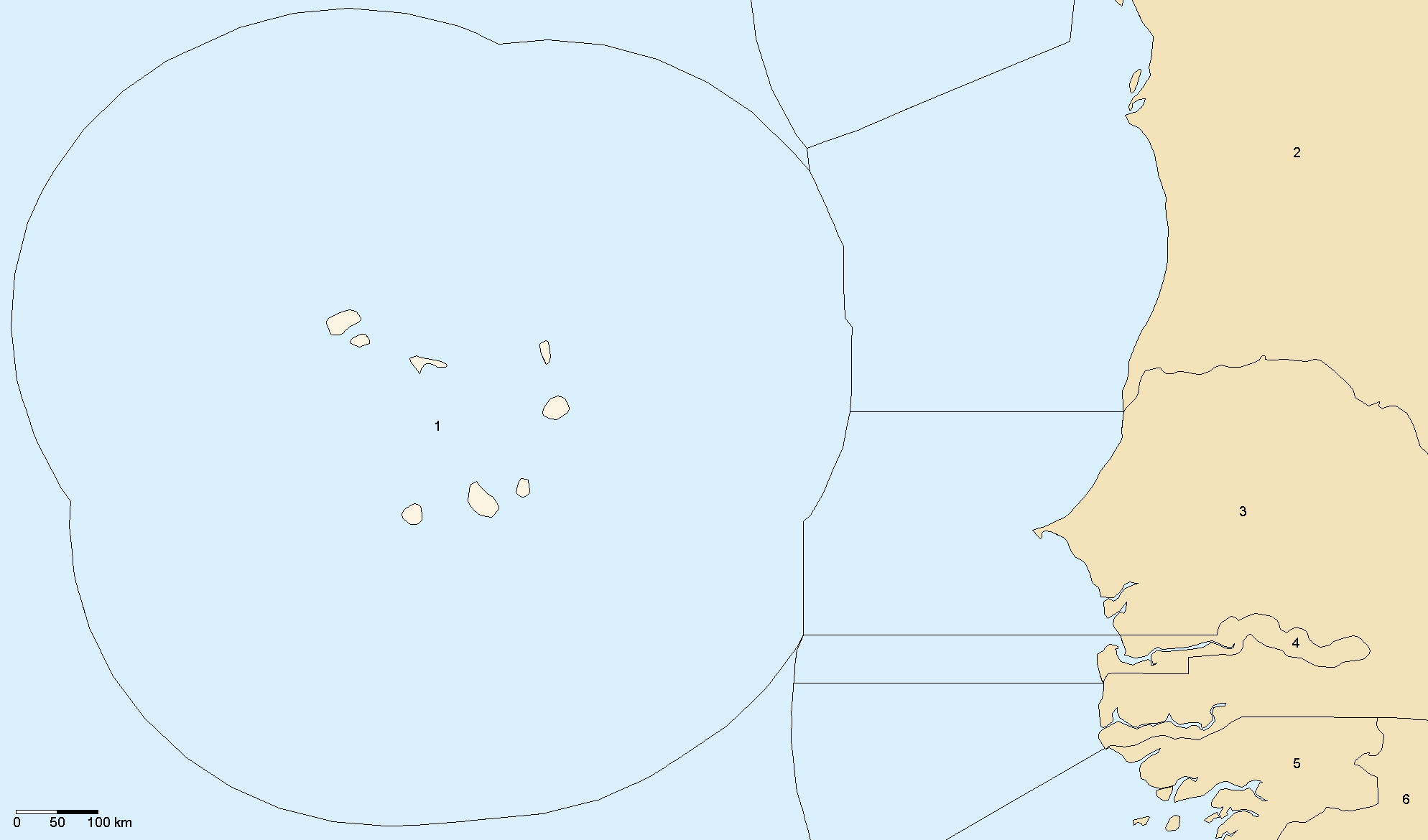
ZEE du Cart-Vert (1) et des autres pays : Mauritanie (2), Senegal (3), Gambia (4), Guinea-Bissau (5)

- zone économique exclusive : 200 miles

## Topographie
Montagneux, rocheux, volcanique; sableux sur Sal, Boa Vista et Maio.

## Ressources naturelles
sel, basalte, pouzzolane, calcaire, kaolin, poisson.

## Climat

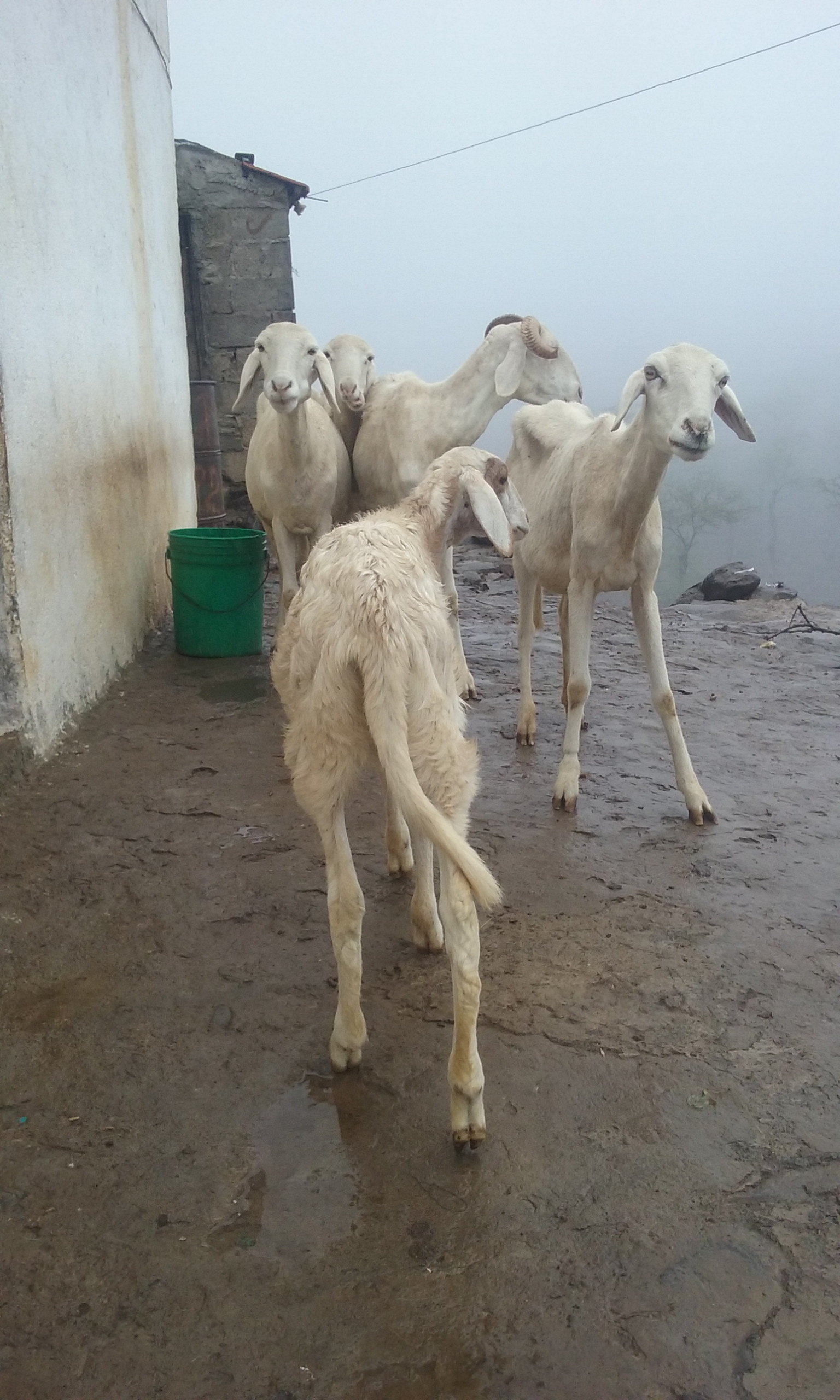
Moutons des montagnes dans le brouillard.

## Environnement
Pâturage intensif, érosion due à la déforestation pour l’agriculture, désertification, espèces d’oiseaux et de reptiles en voie de disparition, surpêche.

## Géographie humaine

### Occupation du sol
- terres arables : 11 %
- cultures permanentes : 0 %
- pâturages permanents : 6 %
- forêts : 0 %
- autres : 83 %
- terres irriguées : 30 km2